# Déjanire
Pour les articles homonymes, voir Déjanire (homonymie).
Dans la mythologie grecque, Déjanire (en grec ancien Δηϊάνειρα / Dêïáneira ou Δῃάνειρα / Dêiáneira), fille d'Œnée (roi de Calydon) et d'Althée, est la dernière épouse mortelle d'Héraclès. Pour la conquérir, ce dernier doit se mesurer à un rival, Achéloos, le dieu-fleuve, qui se transforme en vain en taureau pour l'affronter. Héraclès le terrasse et lui arrache une de ses cornes,.
Alors qu'Héraclès et sa femme cherchent à traverser l'Événos, alors en pleine crue, le centaure Nessos leur affirme qu'il est le passeur accrédité par les dieux pour son honnêteté. Il propose à Héraclès de porter sur son dos Déjanire afin qu'elle ne se mouille pas, pendant que l'homme traverse à la nage. Héraclès accepte, payant le centaure, puis lance ses armes sur l'autre berge avant de plonger dans l'eau. Arrivant sur l'autre rive, il entend les cris de sa femme et, se retournant, il voit le centaure qui essaye d'en abuser. Saisissant son arc, il décoche une flèche sur le centaure. Héra, voulant toujours la perte du demi-dieu, inspire à Nessos son entreprise coupable ainsi que ses derniers mots. Ce dernier, la poitrine traversée par la flèche, a le temps de souffler une dernière recommandation à Déjanire :

« Si tu mélanges le sang de l'hydre de Lerne à celui de ma blessure, que tu y ajoutes de l'huile d'olive et que tu donnes ma tunique à Héraclès, tu n'auras plus jamais à redouter ses infidélités. »

Le temps passe mais Déjanire n'oublie pas les propos de Nessos. Elle finit par soupçonner son mari d'avoir des vues sur une autre femme, Iole, et elle cède à la jalousie. Lorsque Héraclès revêt la tunique, celle-ci se colle à sa peau, le brûlant atrocement. Voyant ce qu'elle a fait et désespérée, Déjanire se pend ou se poignarde. Souffrant atrocement et ne pouvant retirer l'habit, Héraclès décide de mourir à la suite de sa femme. Il se couche ainsi sur un bûcher et meurt incinéré au sommet du mont Œta. Après sa mort, il obtient l'immortalité sur l'Olympe et se réconcilie avec la déesse Héra (qui lui avait infligé les douze travaux) dont il épouse la fille, Hébé.

## Iconographie antique
Déjanire est généralement représentée sur les vases grecs au moment de son enlèvement par Nessos, assise sur le dos du centaure, debout à côté de lui ou s'enfuyant.

## Évocations artistiques

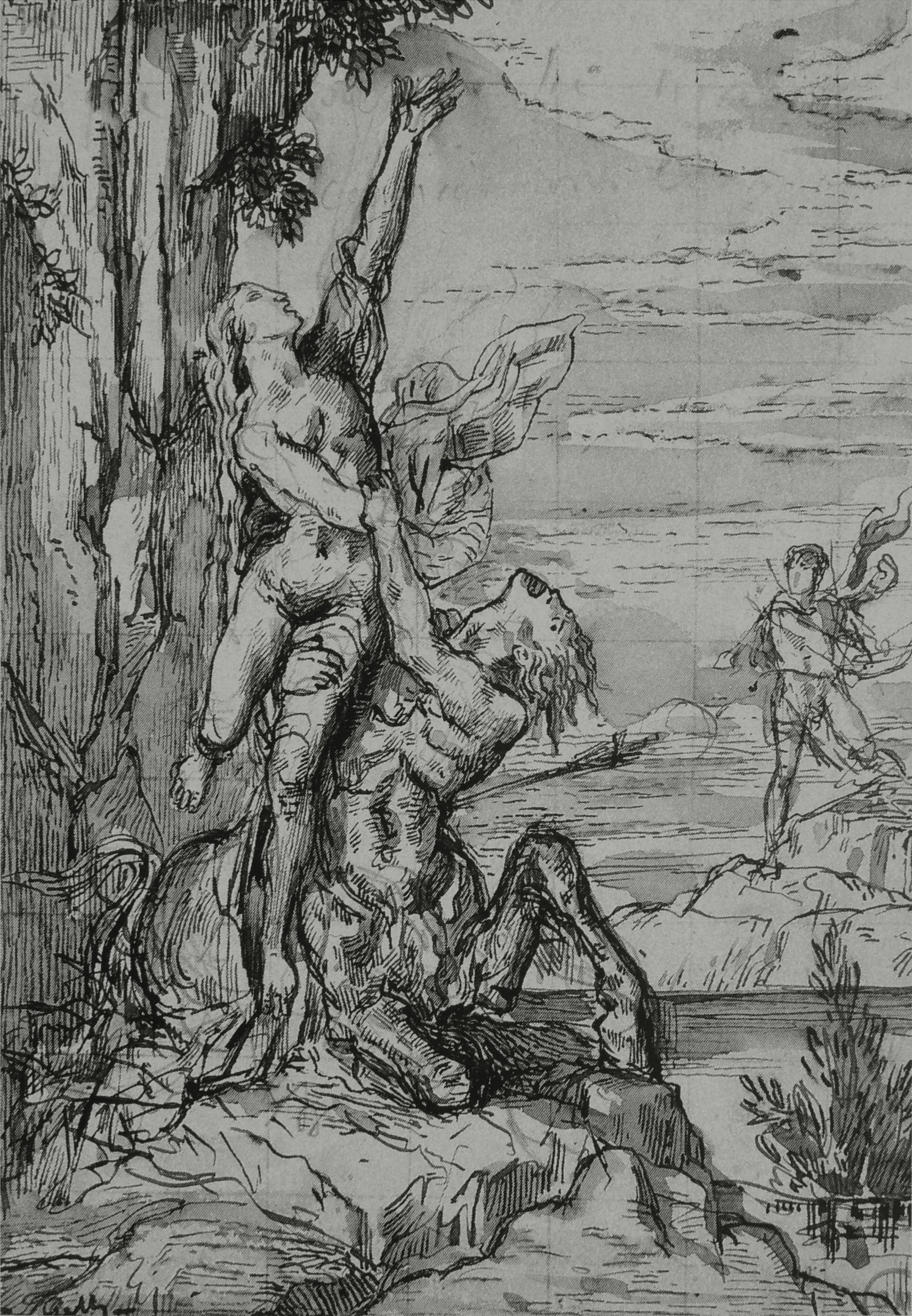
Enlèvement de Déjanire par Gustave Moreau.

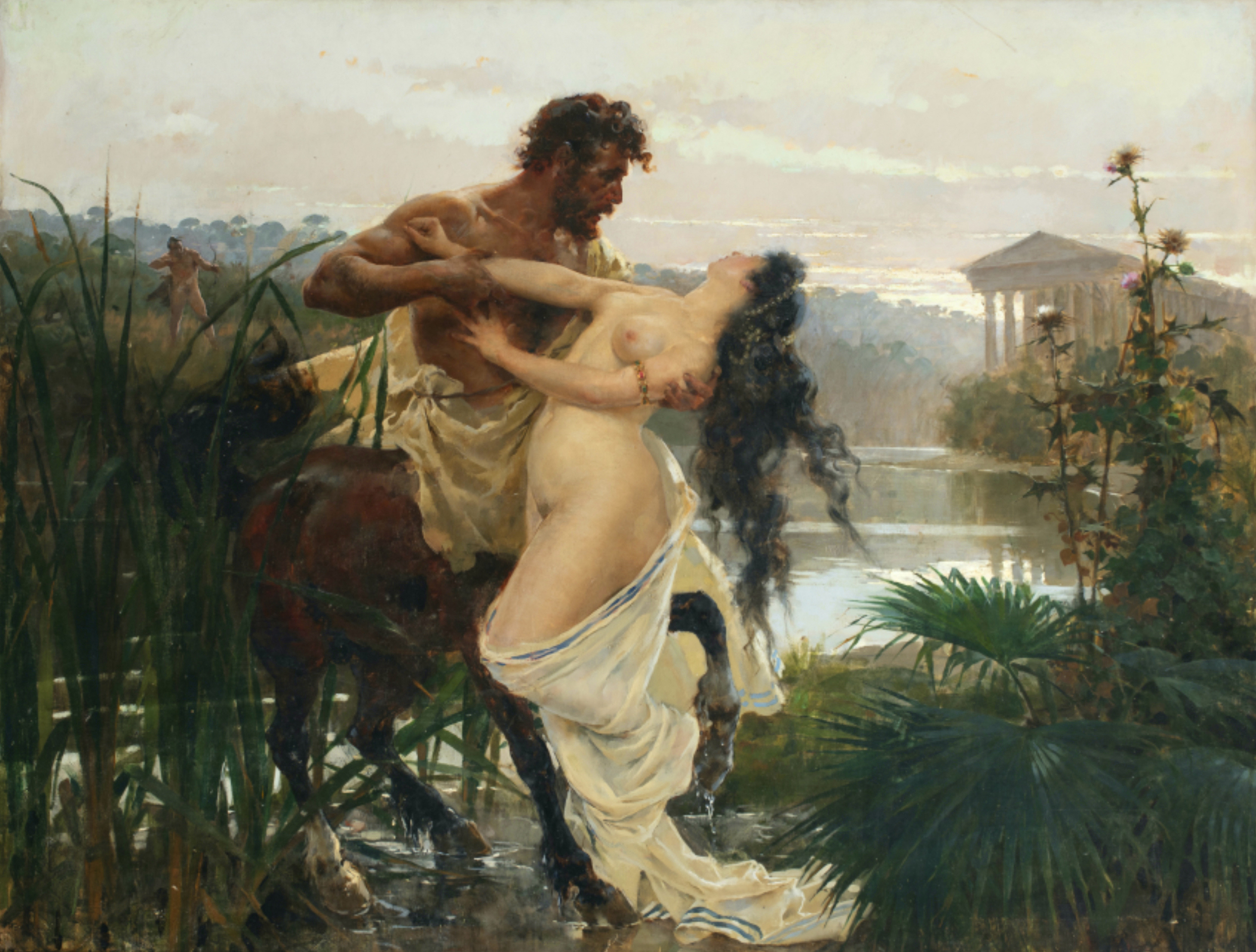
Nessos et Déjanire (1888) par Enrique Simonet.

Cet événement a fourni le sujet des Trachiniennes de Sophocle et de l’Hercule au mont Œta de Sénèque. L'Enlèvement de Déjanire est un des plus beaux tableaux de Guido Reni. Le peintre français Gustave Moreau a également traité le sujet, vers 1860, sous forme de dessin à la plume, intitulé Enlèvement de Déjanire, puis en 1872, dans le tableau Déjanire (Automne). En 1931, Pablo Picasso reprend le sujet dans une illustration pour les Métamorphoses d'Ovide, intitulée Hercule tue le centaure Nessus.
Dans le jardin de l'Hôtel de Ville de Rouen, un bassin est décoré d'une sculpture évoquant l'enlèvement de Déjanire par le centaure Nessus, réalisée par le sculpteur Alexandre Schoenewerk et la fonderie Thiébaut Frères. On trouve aussi une statue de l'enlèvement de Déjanire par le centaure dans le jardin des Tuileries à Paris.
Déjanire est le sujet d'un opéra de Camille Saint-Saëns, d'une pièce de théâtre de Michèle Fabien, et d'une chanson éponyme de Bertrand Cantat.
Le sujet a également inspiré les scénaristes du film Les Amours d'Hercule (titre original : Gli amori di Ercole) un péplum franco-italien réalisé par Carlo Ludovico Bragaglia, et sorti en 1960 avec Jayne Mansfield dans le rôle de Déjanire.